# Omocestus minutus
Omocestus minutus är en insektsart som först beskrevs av Gaspard Auguste Brullé 1832.  Omocestus minutus ingår i släktet Omocestus och familjen gräshoppor. Inga underarter finns listade i Catalogue of Life.